# Allobates sumtuosus
Allobates sumtuosus is een kikkersoort uit de familie van de Aromobatidae. De wetenschappelijke naam van de soort is voor het eerst geldig gepubliceerd in 2002 door Victor Morales.
A. sumtuosus komt voor in de landen Brazilië, Peru en Suriname. Het areaal bestrijkt het noorden van de linkeroever van de Amazone in de staat Pará in Brazilië tot in de regio Loreto in Peru. Over de voortplanting is nauwelijks iets bekend, behalve dat de jongen zich ontwikkelen in het water.